# مسجد هايلاند بارك
مسجد هايلاند بارك كان أحد أوائل المساجد التي بُنيَت في الولايات المتحدة، ويقع في هايلاند بارك، في ولاية ميشيغان. اُفتتح في عام 1921 م ولكن أُغلق بعد بضع سنوات.

## الخلفية
هاجر محمد خروب [أو كاروب] إلى الولايات المتحدة حوالي عام 1912 من دمشق. انتقل إلى منطقة ديترويت مترو للعمل في مصنع هايلاند بارك فورد، مثل العديد من المهاجرين المسلمين الآخرين. ثم أصبح مطورًا عقاريًا وأصبح مزدهرًا. ونتيجة لتزايد عدد السكان المسلمين في هايلاند بارك، والذي كان يقدر بنحو 16 ألف نسمة في ذلك الوقت، استخدم كاروب أمواله لشراء أرض لبناء مسجد.

## التاريخ
استعان كاروب بالمهندس المعماري ثيودور ديجناردت لتصميم المسجد، الذي بُني بالقرب من مصنع هايلاند بارك فورد، وخدم العديد من المسلمين العاملين في المصنع.  وقيل إن كاروب تلقى تمويلًا للمسجد من "كل قسم من الولايات المتحدة ومن بلدان أجنبية". افتُتح المسجد في 8 حزيران 1921 م.
وكان المسجد عرضة لعدة مشاكل ووُوجه بعنصرية. وذكرت صحيفة ديترويت فري برس في عام 1924 أن حركة المرور والضوضاء المستمرة في المنطقة جعلت الموقع غير مناسب لبناء مسجد. ربما كان الافتقار إلى التمويل الكافي مشكلة أيضًا، وكان لدى الناس رؤى مختلفة حول كيفية بناء المشروع. وبسبب هذه المشاكل، باع كاروب المسجد إلى هايلاند بارك في عام 1926 م.